# سالفاتوري ايسبوسيتو (لاعب كرة قدم)
سالفاتوري ايسبوسيتو (بالإيطالية: Salvatore Esposito)‏ هو لاعب كرة قدم إيطالي، ولد في 7 أكتوبر 2000 في كاستيلاماري دي ستابيا في إيطاليا. شارك مع منتخب إيطاليا تحت 20 سنة لكرة القدم. أما مع النوادي، فقد لعب مع نادي سبال.

## وصلات خارجية
- سالفاتوري ايسبوسيتو على موقع الاتحاد الأوربي (الإنجليزية)
- سالفاتوري ايسبوسيتو على موقع قاعدة بيانات كرة القدم.إي يو (الإنجليزية)
- سالفاتوري ايسبوسيتو على موقع ناشيونال فوتبول تيمز (الإنجليزية)
- سالفاتوري ايسبوسيتو على موقع Soccerway.com (الإنجليزية)
- سالفاتوري ايسبوسيتو على موقع عالم كرة القدم.نت (الإنجليزية)